# Pochod pro život

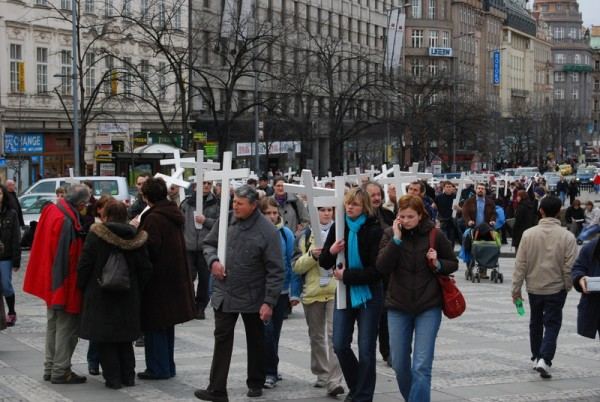
Uczestnicy marszu w 2009

Pochod pro život (pol.: Marsz dla życia) – coroczna manifestacja ruchów pro-life przeciwko aborcji odbywająca się w Pradze pod koniec marca, w okolicy Dnia Świętości Życia. Marsz został zorganizowany po raz pierwszy w 2001. Marsz jest organizowany przez Hnutí Pro život. Uczestnicy zwykle noszą białe krzyże, które symbolizują ofiary aborcji. Marsz jest zazwyczaj otwierany przez mszę. Marsz dochodzi do placu Wacława i kończy się przy pomniku Wacława I Świętego.